# TM-800
TM-800 – rumuński czołg podstawowy.

## Historia
Czołg TM-800 jest bardzo podobny do radzieckiego czołgu T-54, ponieważ w większości bazuje na tej konstrukcji. Oba wozy posiadają prawie identyczne kadłuby i wieżyczki. Największą różnicą zewnętrzną jest układ gąsienicowy, ponieważ TM-800 posiada sześć par kół jezdnych, podczas gdy T-54 posiada ich pięć.

## Opis
Zasadnicze uzbrojenie obejmuje: 100 mm armatę sprzężoną z 7,62 mm karabinem maszynowym – umieszczone w wieży, przeciwlotniczy 12,7 mm wielkokalibrowy karabin maszynowego zamocowany na stropie wieży (przy włazie ładowniczego).
Kierowca usadowiony jest po lewej stronie przedniej części, ładowniczy po prawej stronie a na wieżyczce usadowieni byli dowódca i działonowy.
Standardowe wyposażenie czołgu to noktowizor dla dowódcy, ładowniczego i kierowcy oraz skomputeryzowany system kontroli ognia.

## Modele
TR-85 podobny do T-55 z laserowym odległościomierzem

TR-85N unowocześniona wersja TR-85

TR-85M1 ostatnie unowocześnienie TR-85 posiadający dodatkowy pancerz na wieżyczce

TR-125 podobny do radzieckiego T-72 (wyprodukowano tylko kilka sztuk)

TER-800 wóz zabezpieczenia technicznego na podwoziu TM-800

TR-580